# 華吹大作

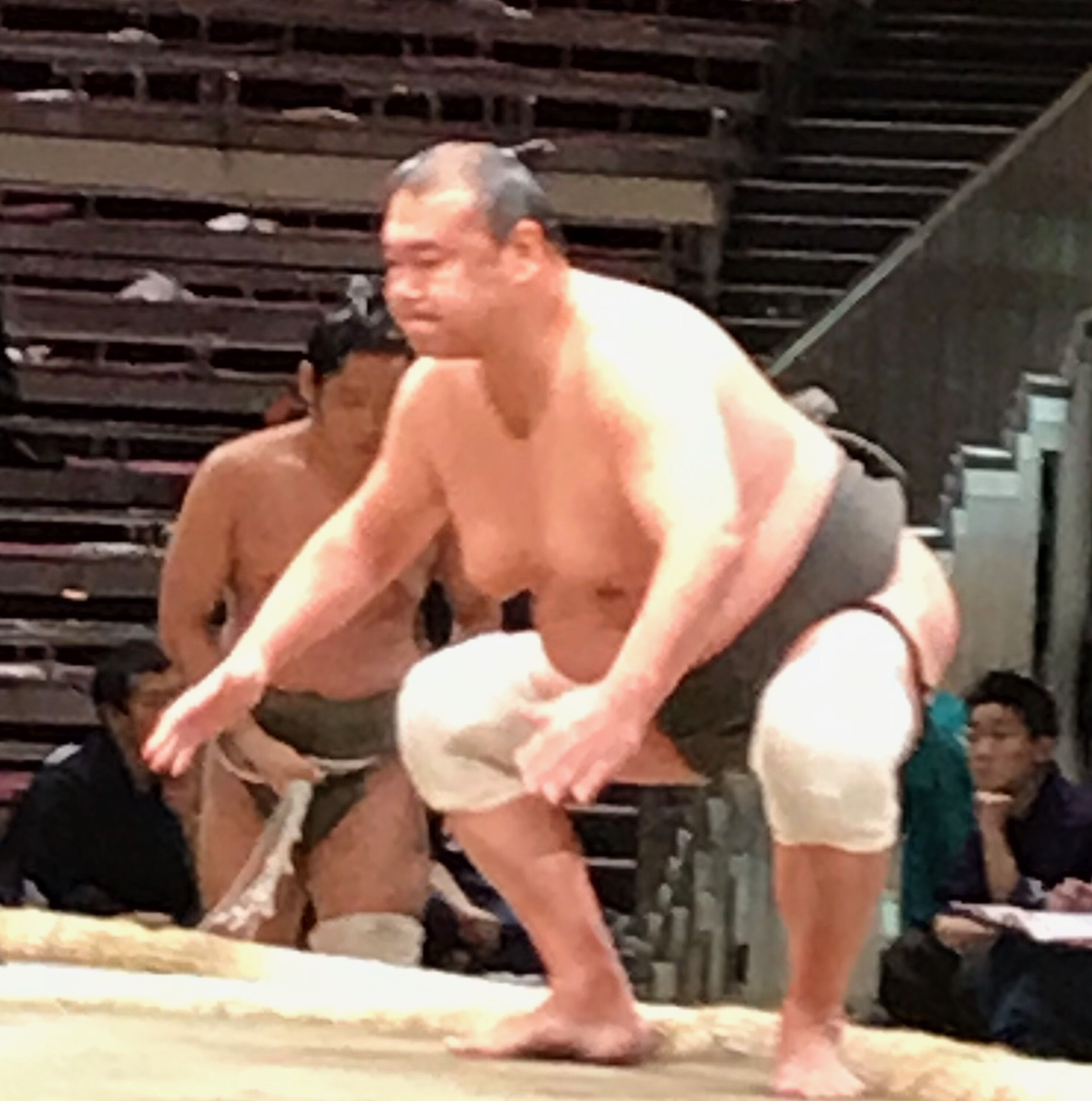
2019年攝

華吹大作（1970年5月28日—），原名山口大作，日本東京都足立區出身的前大相撲力士，身高1.84米，重120公斤，血型b型，所屬的相撲部屋是立浪部屋。最高位置是東三段目18枚目（2003年11月場所）。
他在1986年3月場所初次比賽，儘管他從未超越三段目級別，但他在這項運動中創造了多項記錄。截至2020年3月，他已經參加了204場比賽自1987年3月以來，他從未錯過過任何一場比賽。他只因傷退出兩個場所：1988年3月和2008年9月。他是少數40歲後仍進行比賽的力士，也是唯一一位經歷昭和-平成-令和時代的現役力士(同時也是唯一一位在50歲時仍參賽的力士)。
他的部屋親方(前小結旭豐勝照)將他的長壽歸因於他“豐富的精神力量和身體耐力”，並評論說“我們公用廚房的重要職責使他無可替代”。儘管他從事相撲多年，但從未達到關取的水平，因此沒有資格獲得任何退休福利。據報導，前橫綱北之富士勝昭說：“如果您不能攀登到三段目以上，那就最好退出並回到農村。
2022年1月場所、以西序二段89枚目引退(51歲7個月)。引退後在神戶市經營飲食店。